# Busbetrieb Josef Ettenhuber

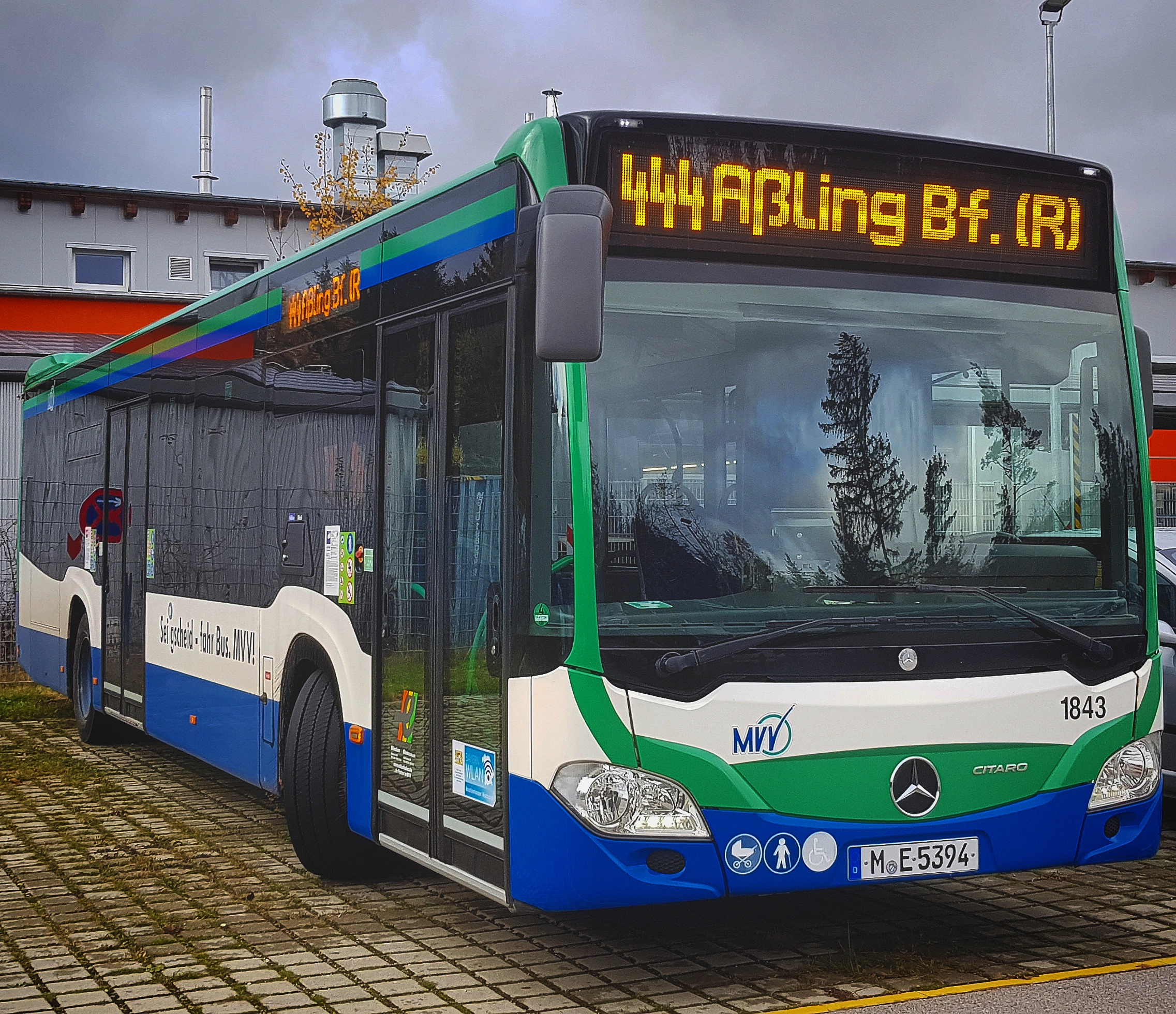
Mercedes-Benz Citaro 2

Der Busbetrieb Ettenhuber ist ein Verkehrsunternehmen, das im öffentlichen Personennahverkehr sowie im Reisebusverkehr tätig ist.

## Geschichte

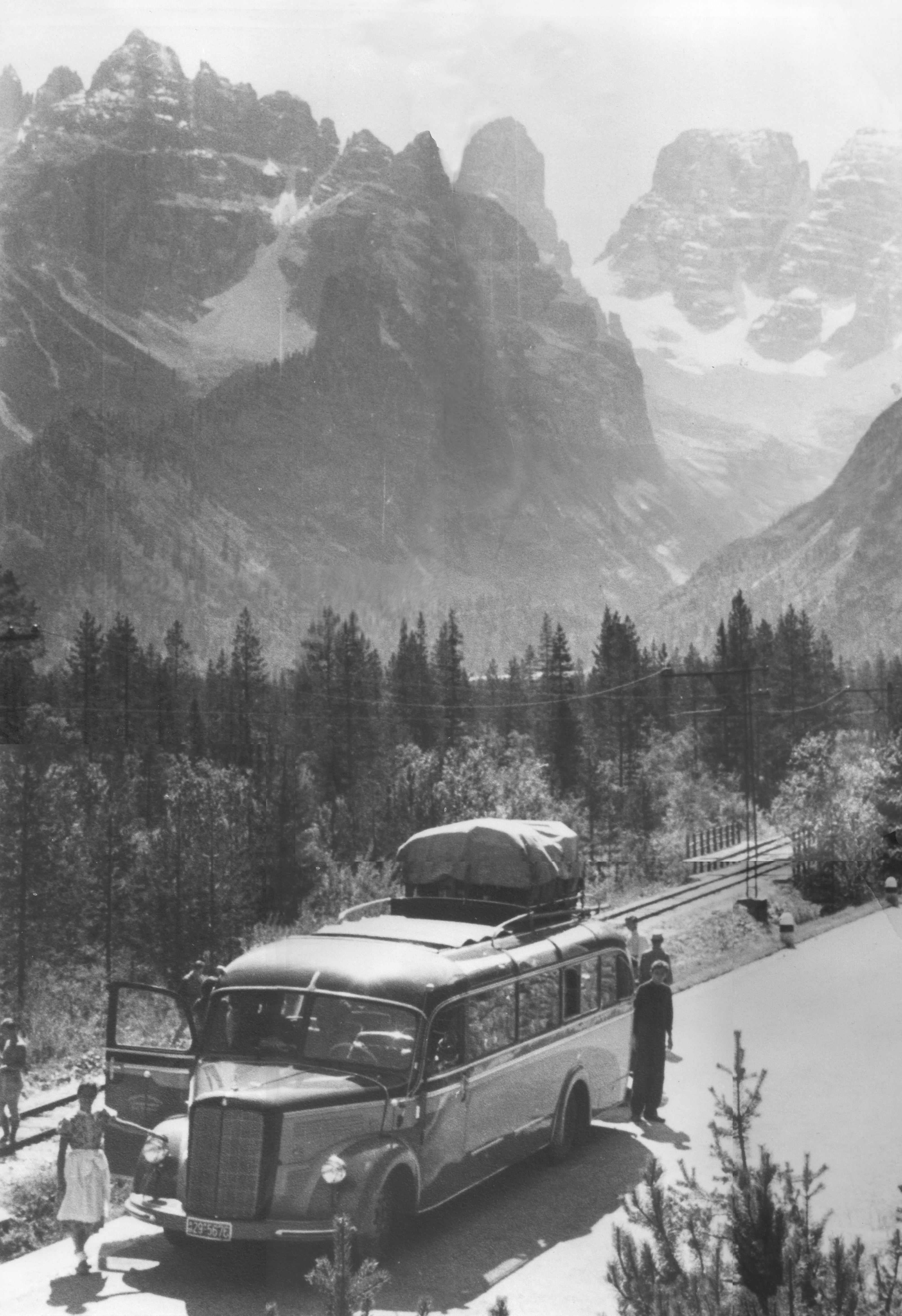
Bustouristik in der Nachkriegszeit (1950)

Gegründet wurde der Betrieb 1945 durch Josef Ettenhuber sen., der mit einem Holzvergaser-Bus die Strecke von Glonn nach Grafing im Linienverkehr übernahm. 1989 ging das Unternehmen mit vier Bussen in die 20 Jahre zuvor vom Sohn gegründete Busreisen Ettenhuber GmbH über. Weitere Unternehmen kamen in den folgenden Jahren hinzu: Busreisen Angerer in Wasserburg am Inn, Busreisen Kormann in Kirchseeon sowie Weiß-Blau-Reisen in Unterhaching. Seit 1979 ist Ettenhuber Leistungserbringer im Münchner Verkehrs- und Tarifverbund.
Zum dritten Generationswechsel im Dezember 2004 traten Josef, Wolfgang und Michael Ettenhuber als weitere Gesellschafter in leitenden Positionen in die Busbetrieb Josef Ettenhuber GmbH ein. Josef Ettenhuber übernahm 2009 die alleinige Geschäftsführung.

### Mitbestimmung
2021 starten Beschäftigte den mittlerweile dritten Anlauf, einen Betriebsrat zu gründen.

## Geschäftsbereiche

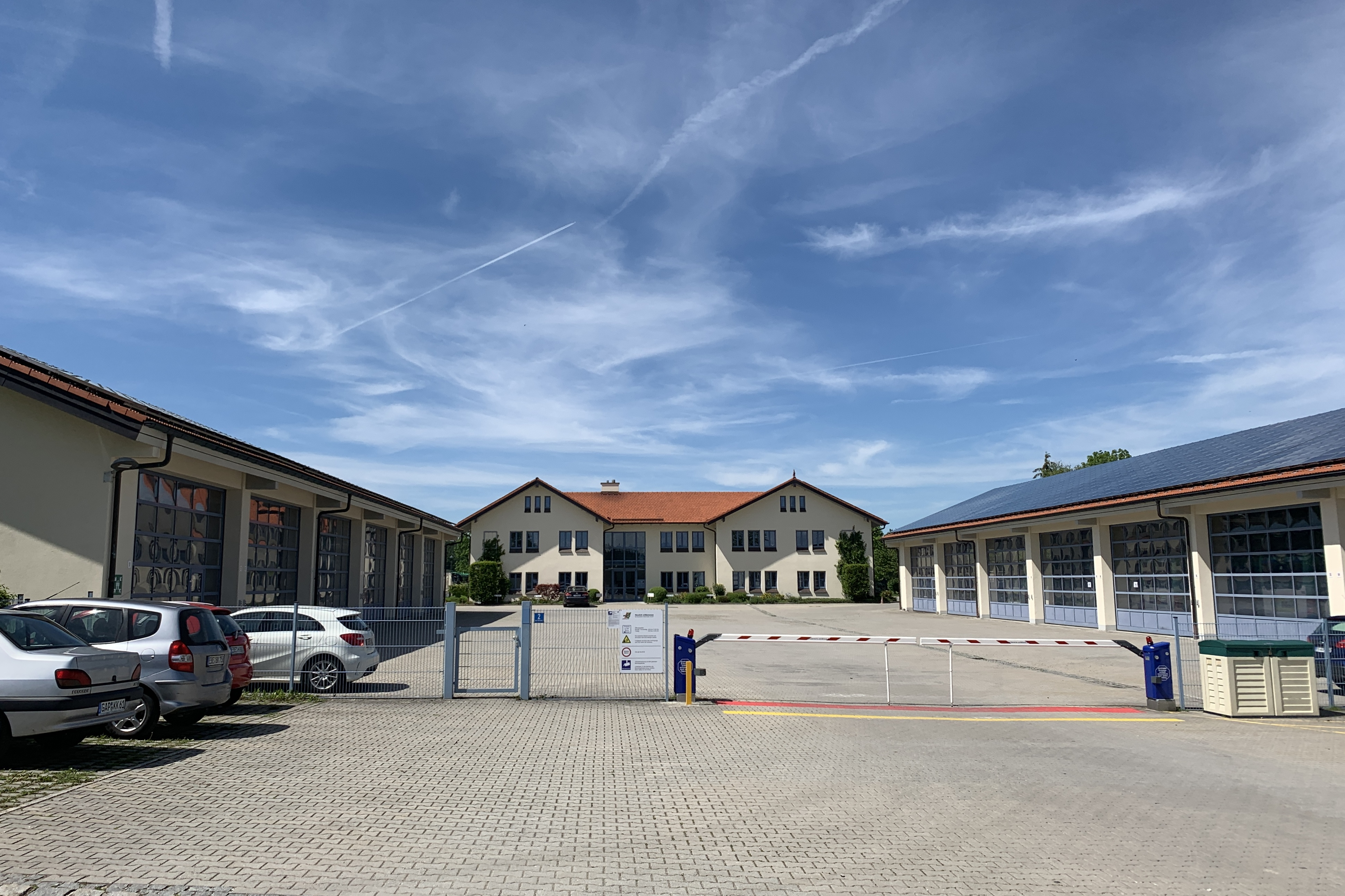
Verwaltungsgebäude und Betriebsstätten der Busbetrieb Josef Ettenhuber GmbH

Im Linienverkehr befördert der Busbetrieb täglich Fahrgäste auf rund 30 Linien im MVV in der Stadt München, dem Landkreis München, Landkreis Ebersberg und Landkreis Freising. Zu den Linien gehört u. a. die MVV-Buslinie 210 Neuperlach Süd – Ottobrunn – Brunnthal, die zu den drei Buslinien des Landkreises München mit dem höchsten Verkehrsaufkommen gehört.
Im Schul- und Werksverkehr sind die Omnibusse in der Region zwischen München und Wasserburg unterwegs. Zur Erhöhung der Sicherheit im Schulbusverkehr werden auch Schulbus-Einweisungen für Schüler durchgeführt.
Im Reiseverkehr werden mit modernen Reise- und Fernreisebussen Urlauber aus der Münchner Region in europäische Metropolen transportiert bzw. Rundreisen durchgeführt. Die Busse können auch gechartert werden.

## Fuhrpark

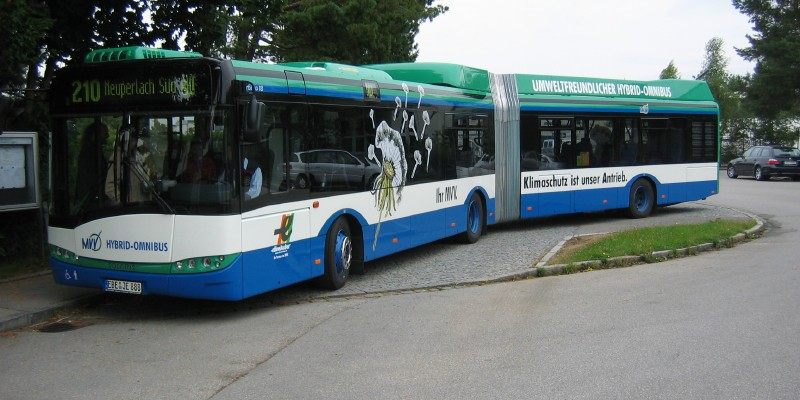
Hybridbus der Fa. Ettenhuber

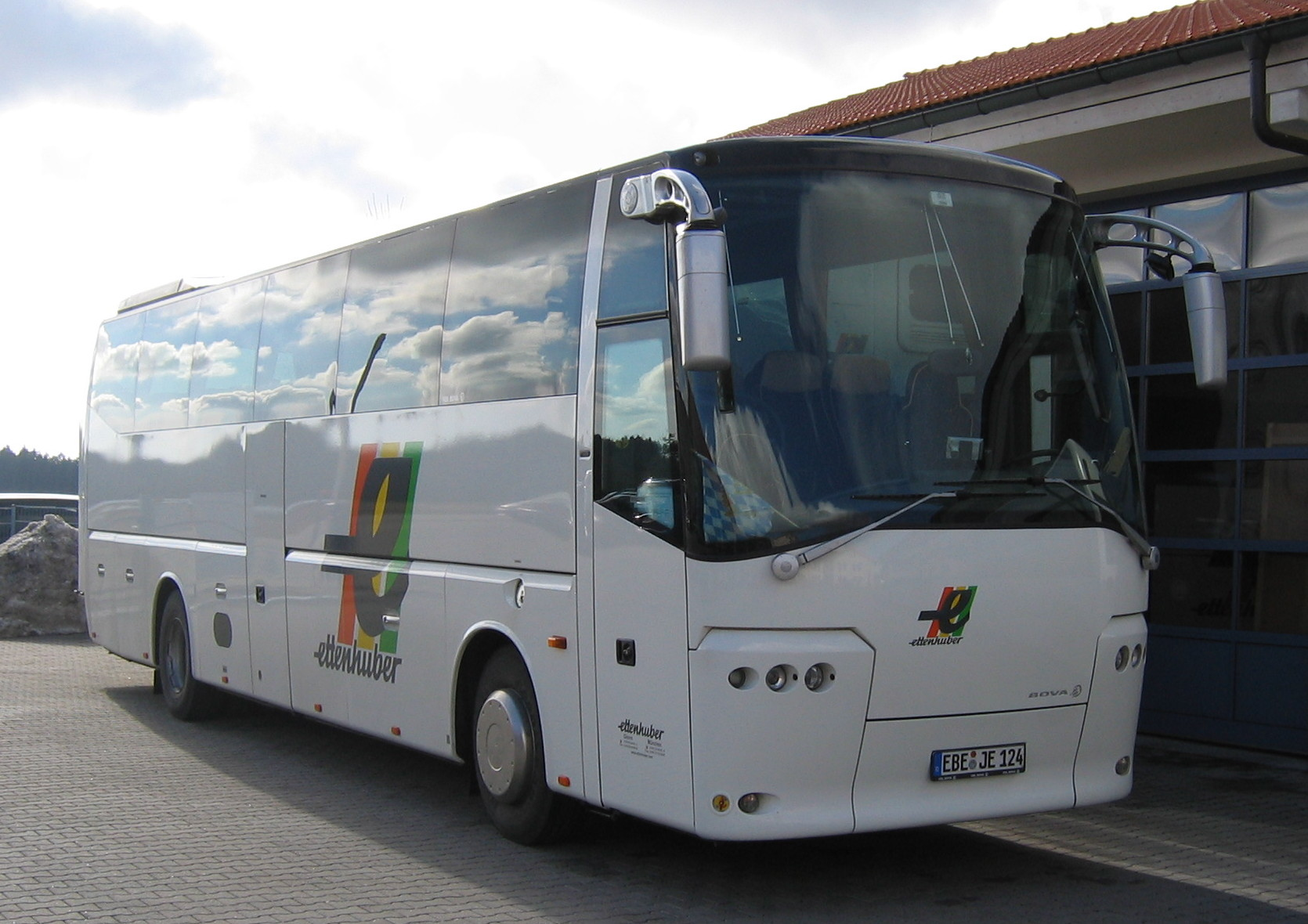
Reisebus Bova der Fa. Ettenhuber

Im Fuhrpark sind insgesamt rund 160 Busse verschiedener Fabrikate. Im nationalen und internationalen Reiseverkehr werden 14 Fernreisebusse angeboten.
Der Busbetrieb Josef Ettenhuber nahm im September 2008 als erstes privates Busunternehmen in Deutschland einen Hybridbus der Marke Solaris Urbino 18 Hybrid im Testbetrieb in Betrieb. Der Einsatz auf der MVV-Linie 210 endete im Jahr 2017. Im Jahr 2011 kam als zweiter Hybrides ein Solaris Urbino 12 Hybrid hinzu, der überwiegend auf der MVV-Regionalbuslinie 220 verkehrte.
Im Dezember 2019 nahm der Busbetrieb Josef Ettenhuber GmbH als erstes bayerisches privates Busunternehmen 3 Elektrobusse der Marke Solaris Urbino 12 auf der MVV-Regionalbuslinie 232 in Betrieb. Insgesamt nahm das Unternehmen im Jahr 2019 51 neue Busse in Betrieb.
Seit Juni 2023 sind auch Busse mit Wasserstoff-Antrieb des Typen Solaris Urbino IV 12 Hydrogen Teil des Fuhrparks.
Das Unternehmen hat aktuell folgende Busmodelle im Betrieb (Stand: Januar 2024):
- Mercedes-Benz: O530 Citaro Facelift (Gelenk- und Solowagen); Citaro C2 (teilweise Hybrid / LE Ü; Gelenk- und Solowagen)
- Solaris: Urbino III 10 / 12; Urbino IV 12 (teilweise Hybrid / Electric / Hydrogen)
- TEMSA: Avenue LF 12
- Setra: S415LE Business; S416NF
- Irizar: i3le

## Linien
- X203 Deisenhofen - Brunnthal Nord - Hohenbrunn - Putzbrunn - Haar - Ottendichl - Feldkirchen Süd - Heimstetten
- 210 Brunnthal Nord - Ottobrunn - Neuperlach Süd
- 211 Putzbrunn - Solalinden - Neubiberg - Neuperlach Süd
- 212 (Grasbrunn -) Putzbrunn - Neubiberg - Neuperlach Süd
- 214 Hohenbrunn - Brunnthal Nord - Ottobrunn - Riemerling
- 216 Faistenhaar - Brunnthal - Höhenkirchen-S. - Brunnthal Nord (wird im Auftrag von Ettenhuber von Geldhauser gefahren)
- 220 Brunnthal Nord / Winning - Unterhaching - Fasangarten - St.Quirin-Platz - Giesing
- 221 Unterhaching - Ottobrunn - Waldheimplatz
- 223 Sauerlach Gewerbegebiet - Sauerlach - Grafing (bei Sauerlach) - Arget - Sauerlach (wird im Auftrag von Ettenhuber von Geldhauser gefahren)
- 226 Deisenhofen - Oberbiberg - Sauerlach - Grafing (bei Sauerlach) (wird im Auftrag von Ettenhuber von Geldhauser gefahren)
- 229 Phönixbad - Ottobrunn - Neubiberg - Neuperlach Süd (wird im Auftrag von Ettenhuber von Geldhauser gefahren)
- 230 Haar - Ottendichl - Feldkirchen - Ismaning - Garching
- 232 Ortsbus Unterföhring
- 241 Haar - Putzbrunn - Ottobrunn - Phönixbad - Brunnthal Nord - Bergham - Taufkirchen (- Friedhof)
- 244 Sauerlach - Brunnthal - Höhenkirchen-S. - Brunnthal Nord
- 262 Messestadt Ost - Feldkirchen - Heimstetten - Kirchheim (- Pliening - Finsing)
- 263 Messestadt West - Riem Nord - Dornach - Aschheim - Kirchheim - Heimstetten - Feldkirchen
- 264 Messestadt West - Dornach - Riem Nord
- 440 (Antholing - Piusheim -) Glonn - Westerndorf - Moosach / Bruck - Grafing (- Ebersberg)
- 444 Grafing Bahnhof - Grafing - (Frauenneuharting) - Aßling - Emmering - Schalldorf - Rott am Inn - Griesstätt
- 447 Grafing Bahnhof - Grafing - Lorenzenberg - Aßling
- 453 (Piusheim -) Glonn - Kastenseeon - Egmating - Oberpframmern - Putzbrunn - Neuperlach Süd
- 454 Höhenkirchen-S. - Egmating - Kastenseeon - Glonn - Schlacht - Niederseeon - Moosach - Kirchseeon
- 455 (Antholing -) Glonn - Schlacht - Niederseeon - Oberpframmern - Putzbrunn - Neuperlach Süd
- 456 Höhenkirchen-S. - Egmating - Oberpframmern - Zorneding
- 690 Eching - Neufahrn - Garching

## Betriebshöfe
Der ursprünglich Betriebshof in Glonn-Schlacht wurde 1999 durch einen größeren Neubau auf einem Nachbargrundstück ersetzt. Auf dem Gelände des ursprünglichen Betriebshofes entstanden 2020 zwei Häuser mit Wohnmöglichkeiten für Fahrer, die aus Europa angeworben werden, da Stellenangebote in Deutschland ohne Resonanz blieben.
Im Jahr 2012 baute die Firma Ettenhuber in Feldkirchen (Landkreis München) bei München einen weiteren Stützpunkt für 35 Linien- und Reisebusse. Auf dem Betriebshof befinden sich auch drei öffentliche HPC-Elektroladestationen, an denen mit bis zu 150 kW geladen werden kann. Für den Reisebusverkehr wurde ein Busterminal mit Abfahrt-Lounge eingerichtet.

Im Jahr 2016 baute die Firma Ettenhuber in Brunnthal (Landkreis München) bei München einen weiteren Stützpunkt für 40 Linienbusse. Von diesem aus werden die MVV-Regionalbuslinien in den Gemeinden Ottobrunn, Neubiberg, Taufkirchen, Brunnthal u. a. gefahren.

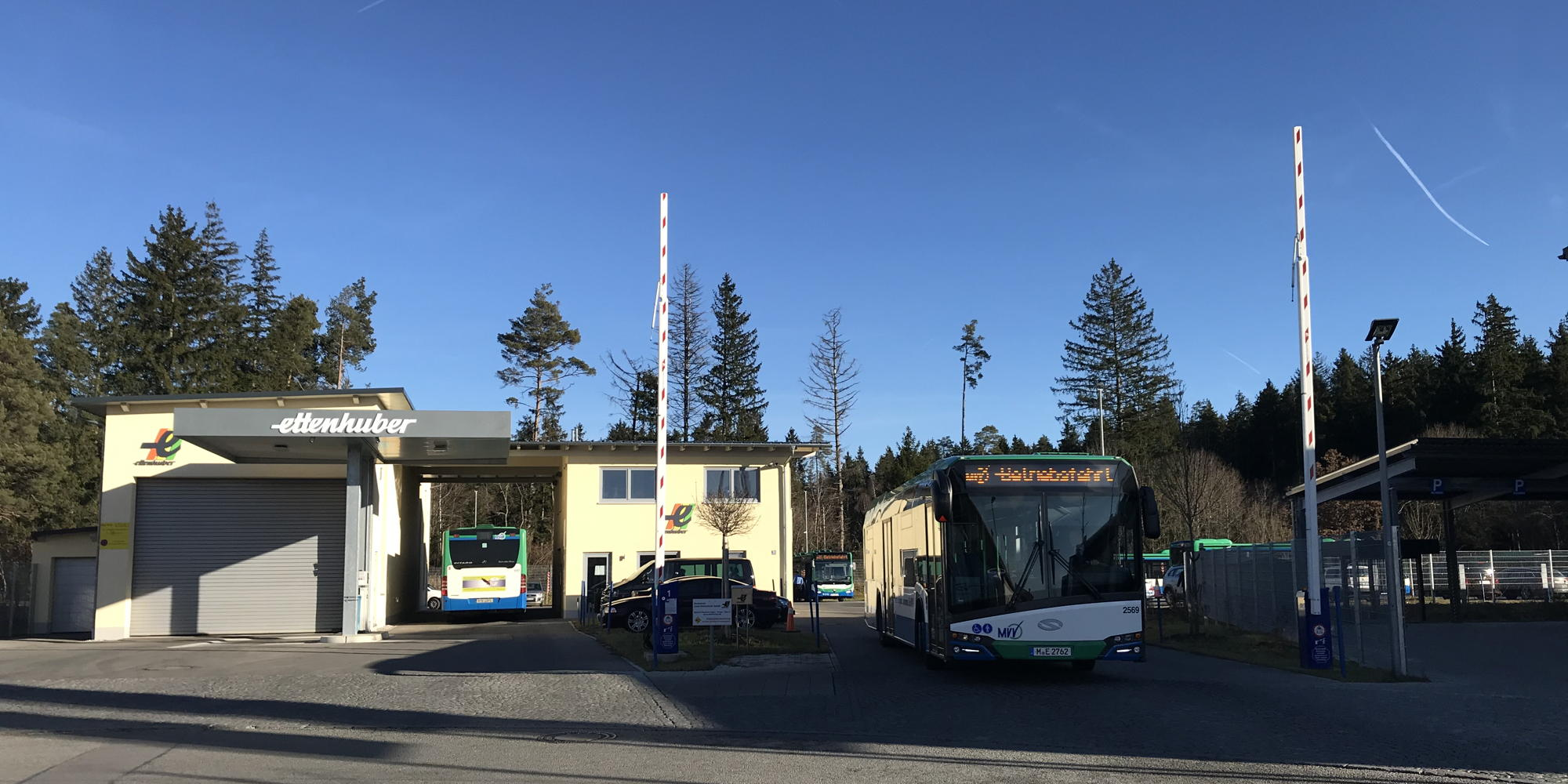
Betriebshof der Firma Ettenhuber in Brunnthal